# Cephaloglipa
Cephaloglipa is een geslacht van kevers uit de familie spartelkevers (Mordellidae).
Het geslacht is voor het eerst wetenschappelijk beschreven in 1952 door Franciscolo.

## Soorten
Het geslacht omvat de volgende soort:
- Cephaloglipa paumomuensis Franciscolo, 1952